# Rômulo Borges Monteiro
Rômulo Borges Monteiro (Picos, 19 september 1990) – alias Rômulo – is een Braziliaans voetballer die doorgaans speelt als middenvelder. In november 2022 tekende hij voor Retrô. Rômulo maakte in 2011 zijn debuut in het Braziliaans voetbalelftal.

## Clubcarrière
Rômulo begon al vroeg met voetballen en in 2009 sloot de middenvelder zich aan bij de jeugdopleiding van Vasco da Gama. Bij die club debuteerde hij op 14 juli 2010 als professioneel voetballer, toen er met 0-0 gelijkgespeeld werd op bezoek bij Goiás. Al snel veroverde hij een basisplaats en die wist hij ook te behouden. In 2011 won hij met Vasco de Copa do Brasil. In de zomer van 2012 werd de middenvelder voor circa acht miljoen euro overgenomen door het Russische Spartak Moskou. Tijdens zijn debuut op 14 augustus tegen Roebin Kazan (2–1 winst) wist Rômulo ook direct tot scoren te komen. In januari 2017 liet de Braziliaan Spartak achter zich na vierenhalf jaar in het eerste elftal gespeeld te hebben. Op diezelfde dag tekende hij een contract bij Flamengo, waarmee hij terugkeerde naar zijn vaderland. Bij zijn nieuwe club zette Rômulo zijn handtekening onder een verbintenis voor de duur van drieënhalf jaar. In januari 2019 nam Grêmio de middenvelder op huurbasis over voor één jaar. Rômulo verkaste in januari 2020 naar Shijiazhuang Ever Bright. Na anderhalf jaar keerde hij terug naar Brazilië om opnieuw voor Vasco da Gama te gaan spelen. Deze club verliet hij na een halfjaar, om in november 2022 bij Retrô te tekenen.

## Interlandcarrière
Rômulo speelde op 29 september 2011 zijn eerste interland in het Braziliaans voetbalelftal. Onder bondscoach Mano Menezes werd er met 2–0 gewonnen van buurman Argentinië. Die dag mocht Rômulo starten in de basiself als middenvelder naast aanvoerder Ronaldinho en Ralf. Zijn eerste doelpunt voor de Seleçao scoorde de middenvelder op 9 juni 2012, tijdens een 4–3 nederlaag tegen opnieuw Argentinië.
| Interlands van Rômulo voor Brazilië | Interlands van Rômulo voor Brazilië | Interlands van Rômulo voor Brazilië | Interlands van Rômulo voor Brazilië | Interlands van Rômulo voor Brazilië | Interlands van Rômulo voor Brazilië | Interlands van Rômulo voor Brazilië |
| №                                   | Datum                               | Wedstrijd                           | Uitslag                             | Competitie                          | Goals                               |                                     |
| Als speler bij Vasco da Gama        | Als speler bij Vasco da Gama        | Als speler bij Vasco da Gama        | Als speler bij Vasco da Gama        | Als speler bij Vasco da Gama        | Als speler bij Vasco da Gama        | Als speler bij Vasco da Gama        |
| ----------------------------------- | ----------------------------------- | ----------------------------------- | ----------------------------------- | ----------------------------------- | ----------------------------------- | ----------------------------------- |
| 1                                   | 29 september 2011                   | Brazilië – Argentinië               | 2 – 0                               | Vriendschappelijk                   |                                     |                                     |
| 2                                   | 26 mei 2012                         | Denemarken – Brazilië               | 1 – 3                               | Vriendschappelijk                   |                                     |                                     |
| 3                                   | 31 mei 2012                         | Verenigde Staten – Brazilië         | 1 – 4                               | Vriendschappelijk                   |                                     |                                     |
| 4                                   | 3 juni 2012                         | Mexico – Brazilië                   | 2 – 0                               | Vriendschappelijk                   |                                     |                                     |
| 5                                   | 9 juni 2012                         | Argentinië – Brazilië               | 4 – 3                               | Vriendschappelijk                   | 23'                                 |                                     |
| Als speler bij Spartak Moskou       |                                     |                                     |                                     |                                     |                                     |                                     |
| 6                                   | 15 augustus 2012                    | Zweden – Brazilië                   | 0 – 3                               | Vriendschappelijk                   |                                     |                                     |
| 7                                   | 7 september 2012                    | Brazilië – Zuid-Afrika              | 1 – 0                               | Vriendschappelijk                   |                                     |                                     |
| 8                                   | 11 september 2012                   | Brazilië – China                    | 8 – 0                               | Vriendschappelijk                   |                                     |                                     |

Bijgewerkt op 22 april 2025.

## Erelijst
| Premjer-Liga | 1 | 2016/17 |